# Austromegalomus insulanus
Austromegalomus insulanus is een insect uit de familie van de bruine gaasvliegen (Hemerobiidae), die tot de orde netvleugeligen (Neuroptera) behoort. 
Austromegalomus insulanus is voor het eerst wetenschappelijk beschreven door Oswald in 1988.